# Margherita di Borbone-Parma
Margherita di Borbone-Parma (Lucca, 1º gennaio 1847 – Viareggio, 29 gennaio 1893) fu una principessa di Lucca e di Parma per nascita e per matrimonio regina consorte di Spagna secondo i carlisti.

## Biografia

### Infanzia
Era la primogenita del duca di Parma Carlo III, e di sua moglie, Luisa di Francia. Entrambi i genitori discendevano dalla Casa di Borbone.
Era la nipote di Carlo X di Francia e di Ferdinando I delle Due Sicilie.

### Matrimonio
Sposò, il 4 febbraio 1867, a Frohsdorf, Carlo Maria di Borbone, duca titolare di Madrid e poi pretendente carlista al trono di Spagna. Ebbero cinque figli.
Nel corso della seconda guerra carlista prestò assistenza ai feriti e da essa presero il nome le volontarie carliste di margaritas.

### Morte
Morì il 29 gennaio 1893, a Viareggio. Suo marito si risposò con la principessa Marie-Berthe de Rohan.

## Discendenza
La principessa Margherita e il duca Carlo Maria di Borbone-Spagna ebbero cinque figli:
- Bianca di Borbone-Spagna (1868-1949), sposò Leopoldo Salvatore d'Asburgo-Toscana;
- Giacomo Pio di Borbone-Spagna (1870-1931);
- Elvira di Borbone-Spagna (1871-1929);
- Beatrice di Borbone-Spagna (1874-1961), sposò Fabrizio Massimo, principe di Roviano;
- Alice di Borbone-Spagna (1876-1975), sposò in prime nozze Federico, principe di Schönburg-Waldenburg, e in seconde nozze Lino del Prete.

## Ascendenza
|                                 |                    |                                     | Genitori                           |  |  | Nonni |  |  | Bisnonni            |  |  | Trisnonni             |  |
|                                 |                    |                                     |                                    |  |  |       |  |  | Ludovico di Borbone |  |  | Ferdinando I di Parma |  |
|                                 |                    |                                     |                                    |  |  |       |  |  | Ludovico di Borbone |  |  | Ferdinando I di Parma |  |
|                                 |                    | Maria Amalia d'Asburgo-Lorena       |                                    |  |  |       |  |  | Ludovico di Borbone |  |  |                       |  |
| Carlo II di Parma               |                    |                                     |                                    |  |  |       |  |  | Ludovico di Borbone |  |  |                       |  |
|                                 |                    | Maria Luisa di Borbone-Spagna       | Carlo IV di Spagna                 |  |  |       |  |  |                     |  |  |                       |  |
|                                 |                    | Maria Luisa di Borbone-Spagna       | Carlo IV di Spagna                 |  |  |       |  |  |                     |  |  |                       |  |
|                                 |                    | Maria Luisa di Borbone-Spagna       | Maria Luisa di Borbone-Parma       |  |  |       |  |  |                     |  |  |                       |  |
| Carlo III di Parma              |                    | Maria Luisa di Borbone-Spagna       |                                    |  |  |       |  |  |                     |  |  |                       |  |
|                                 |                    | Vittorio Emanuele I di Savoia       | Vittorio Amedeo III di Savoia      |  |  |       |  |  |                     |  |  |                       |  |
|                                 |                    | Vittorio Emanuele I di Savoia       | Vittorio Amedeo III di Savoia      |  |  |       |  |  |                     |  |  |                       |  |
|                                 |                    | Vittorio Emanuele I di Savoia       | Maria Antonietta di Spagna         |  |  |       |  |  |                     |  |  |                       |  |
| Maria Teresa di Savoia          |                    | Vittorio Emanuele I di Savoia       |                                    |  |  |       |  |  |                     |  |  |                       |  |
|                                 |                    | Maria Teresa d'Austria-Este         | Ferdinando d'Asburgo-Este          |  |  |       |  |  |                     |  |  |                       |  |
|                                 |                    | Maria Teresa d'Austria-Este         | Ferdinando d'Asburgo-Este          |  |  |       |  |  |                     |  |  |                       |  |
|                                 |                    | Maria Teresa d'Austria-Este         | Maria Beatrice d'Este              |  |  |       |  |  |                     |  |  |                       |  |
| Margherita di Borbone-Parma     |                    | Maria Teresa d'Austria-Este         |                                    |  |  |       |  |  |                     |  |  |                       |  |
|                                 | Carlo X di Francia | Luigi Ferdinando di Borbone-Francia |                                    |  |  |       |  |  |                     |  |  |                       |  |
|                                 | Carlo X di Francia | Luigi Ferdinando di Borbone-Francia |                                    |  |  |       |  |  |                     |  |  |                       |  |
|                                 | Carlo X di Francia | Maria Giuseppina di Sassonia        |                                    |  |  |       |  |  |                     |  |  |                       |  |
| Carlo di Borbone-Francia        | Carlo X di Francia |                                     |                                    |  |  |       |  |  |                     |  |  |                       |  |
|                                 |                    | Maria Teresa di Savoia              | Vittorio Amedeo III di Savoia      |  |  |       |  |  |                     |  |  |                       |  |
|                                 |                    | Maria Teresa di Savoia              | Vittorio Amedeo III di Savoia      |  |  |       |  |  |                     |  |  |                       |  |
|                                 |                    | Maria Teresa di Savoia              | Maria Antonietta di Borbone-Spagna |  |  |       |  |  |                     |  |  |                       |  |
| Luisa Maria di Borbone-Francia  |                    | Maria Teresa di Savoia              |                                    |  |  |       |  |  |                     |  |  |                       |  |
|                                 |                    | Francesco I delle Due Sicilie       | Ferdinando I delle Due Sicilie     |  |  |       |  |  |                     |  |  |                       |  |
|                                 |                    | Francesco I delle Due Sicilie       | Ferdinando I delle Due Sicilie     |  |  |       |  |  |                     |  |  |                       |  |
|                                 |                    | Francesco I delle Due Sicilie       | Maria Carolina d'Asburgo-Lorena    |  |  |       |  |  |                     |  |  |                       |  |
| Carolina di Borbone-Due Sicilie |                    | Francesco I delle Due Sicilie       |                                    |  |  |       |  |  |                     |  |  |                       |  |
|                                 |                    | Maria Clementina d'Asburgo-Lorena   | Leopoldo II d'Asburgo-Lorena       |  |  |       |  |  |                     |  |  |                       |  |
|                                 |                    | Maria Clementina d'Asburgo-Lorena   | Leopoldo II d'Asburgo-Lorena       |  |  |       |  |  |                     |  |  |                       |  |
|                                 |                    | Maria Clementina d'Asburgo-Lorena   | Maria Luisa di Borbone-Spagna      |  |  |       |  |  |                     |  |  |                       |  |
|                                 |                    | Maria Clementina d'Asburgo-Lorena   |                                    |  |  |       |  |  |                     |  |  |                       |  |